# Andrzej Śnieżyński
Andrzej Śnieżyński (A. Bobrow) (ur. 10 lipca 1906 w Rydze, zm. 9 kwietnia 1975 w Bytomiu) – polski tancerz.
Był synem Włodzimierza i Olgi Bobrowów. Uczęszczał w Warszawie do gimnazjum i do szkoły baletowej K. Łobojki. W sezonie 1924/25 zaangażował się do objazdowego zespołu operetkowego pod kier. B. Gąsowskiego-Wirskiego. W lecie 1928 występował w warszawskim teatrze Czerwony As. W 1929-30 był członkiem zespołu Ballets Russes S. Diagilewa. W sezonie 1930/31 występował w warszawskich teatrach rewiowych Ananas i Bagatela, w kino-rewiach, towarzyszył także Ordonównie w tournée po Polsce.